# Eurodroite
L'Eurodroite était le rassemblement au niveau européen de plusieurs mouvements nationalistes en vue des élections européennes de 1979.

## Histoire

### Vers les élections européennes
L'Eurodroite est fondée lors d'un congrès transnational tenu les 19-21 avril 1978 à Rome, dans la perspective des premières élections européennes. Participent au congrès, outre le Mouvement social italien, le Parti des forces nouvelles (France) et le mouvement espagnol Fuerza Nueva. L'alliance entend être une réponse à l'Eurocommunisme constitué par les partis communistes des mêmes pays, à l'initiative d'Enrico Berlinguer. Le 21 avril, l'Eurodroite manifeste en masse à Naples. Devant la foule, prennent la parole Giorgio Almirante (MSI), Blas Piñar (Fuerza Nueva) et Jean-Louis Tixier-Vignancour (PFN).
Faisaient partie de l'Eurodroite :
- le Parti des forces nouvelles (France) ;
- le Mouvement social italien (Italie) ;
- Fuerza Nueva (Espagne) ;
- le Parti des forces nouvelles (Belgique).

La liste Eurodroite fut menée en France par Jean-Louis Tixier-Vignancour (1,33 % des voix, le 10 juin 1979). En revanche, le MSI obtient 4 sièges au Parlement européen (Almirante, Pino Romualdi, Petronio et Antonino Buttafuoco). Fuerza Nueva ne participe pas aux élections de 1979, car l'Espagne n'est pas encore un État membre.

### Évolution
Cette idée de rassembler les partis de droite pour les élections européennes ne disparaît pas, mais le terme d'Eurodroite ne survit pas au remplacement du Parti des Forces Nouvelles (PFN) par le Front national en tant qu'interlocuteur français et allié principal du MSI. La « victoire » du Front National aux élections européennes de 1984, où la liste emmenée par Jean-Marie Le Pen, sous le nom de « Front d’Opposition nationale pour l’Europe des patries » obtient 10,95 des voix et dix élus, entraîne en effet la disparition progressive du PFN à la fin de l’année 1984. Cette nouvelle alliance donne naissance le 24 juillet 1984 au Groupe des droites européennes, qui regroupe, outre le Front national et le MSI, l'Union politique nationale grecque et le Parti Unioniste d'Ulster,. 
Toutefois, l'unité des nationalistes d'Europe eut toujours beaucoup de mal à se réaliser compte tenu des différences de points de vue sur différent thèmes et des conflits ancestraux entre certains peuples (notamment entre Flamands et Wallons, ou entre Irlandais et Britanniques).